# Улица Княгини Ольги (Львов)

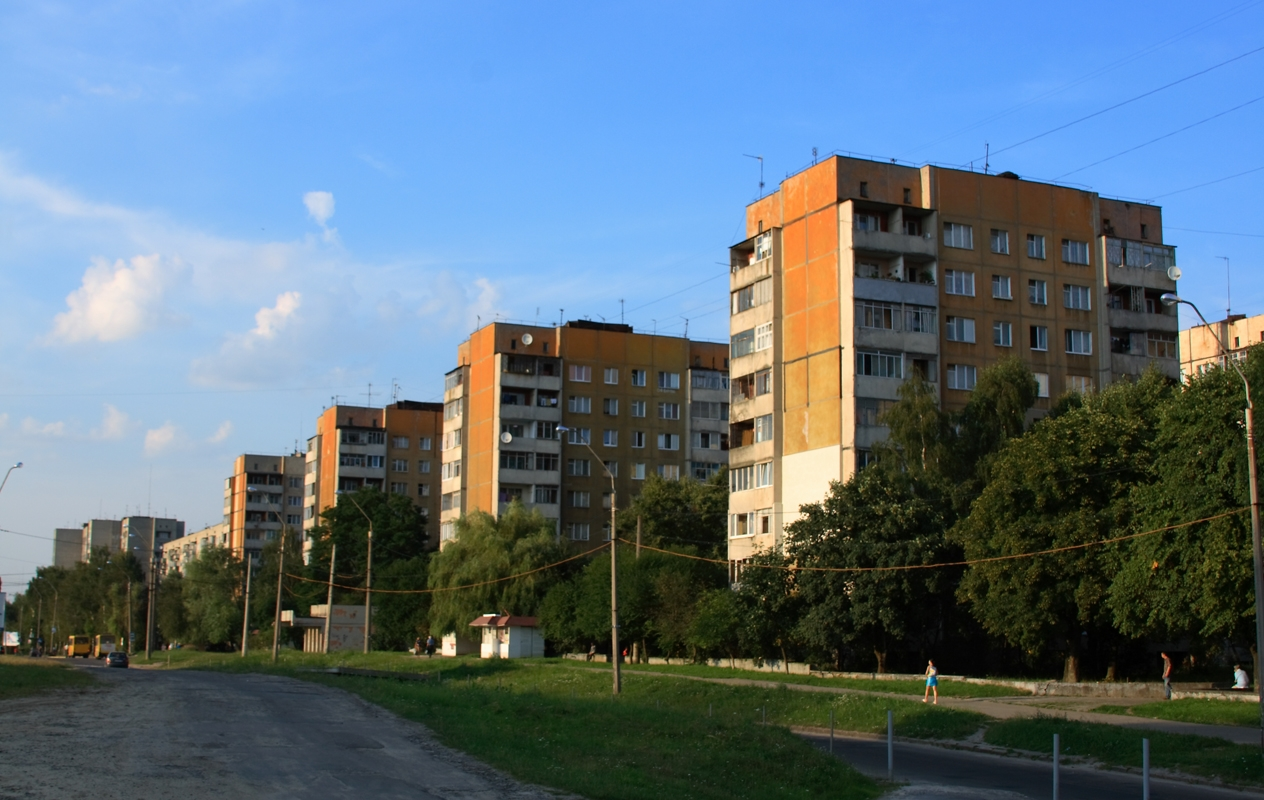
Микрорайон советского периода в конце улицы Княгини Ольги

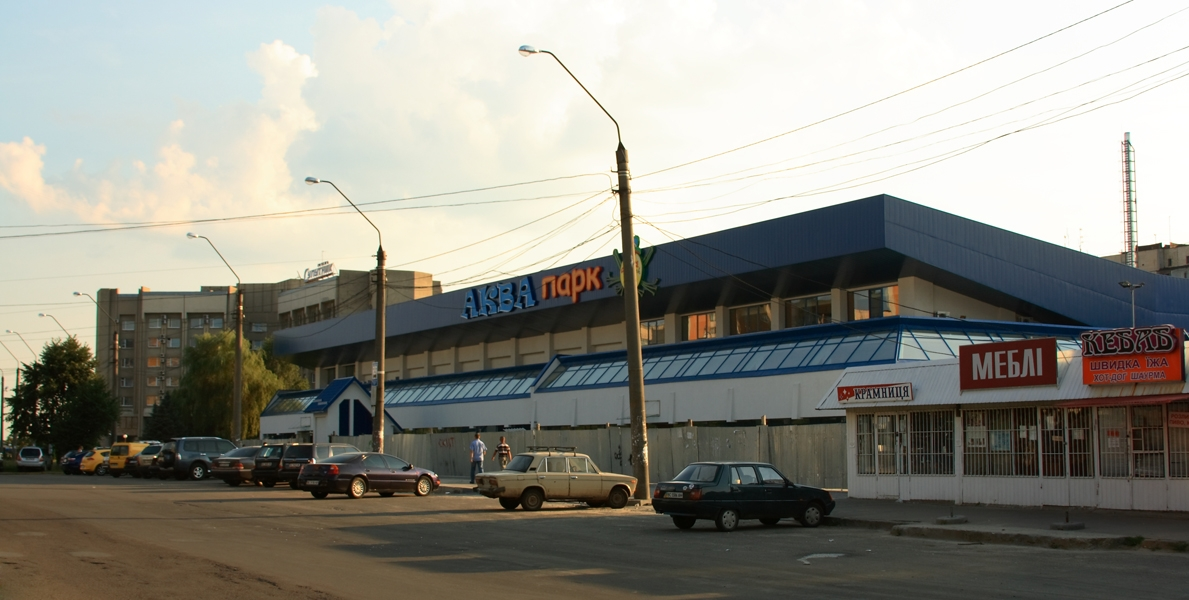
Бывший Комплекс водных видов спорта (ныне — аквапарк) и гостиница «Спутник»

У́лица Княги́ни О́льги (укр. вулиця Княгині Ольги) — одна из магистральных улиц Львова (Украина). Находится во Франковском районе, начинается от улицы Сахарова и заканчивается пересечением с улицей Трускавецкой. Пересекает такие крупные улицы как улица Владимира Великого и Научная.
В 1980 году улица была расширена, по ней проложили трамвайный маршрут № 3, позже добавили маршрут № 5. Планировалось строительство трамвайной колеи до ул. Трускавецкой и завода «Интеграл», однако, в связи с распадом СССР и экономической разрухой, строительство не закончили. Сохранился мост через ул. Научную, как продолжение ул. Кн. Ольги в южном направлении; с середины 1980-х мост был оборудован под автостоянку. Застройка улицы в основном представлена конструктивизмом.

## Названия
- Не позже 1864 — Вулецкая дорога, так как проходила неподалёку пригорода Вульки.
- С 1933 — улица Ивашкевича в честь польского писателя.
- Во время немецкой оккупации — Рихард Вагнерштрассе в честь немецкого композитора Рихарда Вагнера.
- При советской власти, до 1991 года — улица Боженко в честь участника гражданской войны в России коммуниста Василия Боженко.
- С 1991 года — улица Княгини Ольги в честь киевской княгини.

## Примечательные здания
- № 1 — с советского времени функционирует Львовское государственное училище физической культуры.
- № 3 — с советского времени — спортивный интернат.
- № 5 — при Польше, СССР и Украине — военные казармы; с 2000 г. — жилой массив (застройщик корпорация «Карпатбуд») и номерация домов № 5 (а, б, в, г, д, е, к, л), а в 2012 г. — начато строительство дома по ул. Кн. Ольги 5 м.
- Нечётные дома с № 7 по № 57 — жилые здания, построенные с 1950-х по 2000-е годы в основном для военнослужащих.
- № 8 — многоэтажный жилой дом построен в 1990-х годах. В советское время 1980-х годах здесь хотели построить общежитие для техникума.[1]
- № 106 — с начала 1980-х работает универмаг «Львов» («Новый ЦУМ») и супермаркет электроники «Фокстрот» (2005).
- № 112 — мини-рынок «Провесінь»
- № 114 — бывший Комплекс водных видов спорта, построенный в начале 1980- х, переоборудованный под Аквапарк.
- № 114 — Недостроенный дворец культуры ЛАЗ, начавший постройку 1980- х годов[2]
- № 116 — Пятиэтажный отель «Спутник», построенный в начале 1980- х.
- № 118 — супермаркет «ВАМ» (2003).
- № 120 — супермаркет «Арсен» (2005).
- № 122 — Городской центр занятости населения.